# Blood Incantation
Blood Incantation ist eine US-amerikanische Death-Metal-Band aus Denver, Colorado, die 2011 gegründet wurde.

## Geschichte
Die Band wurde im Jahr 2011 gegründet. Auf der 2015er EP Interdimensional Extinction ist Damon Good als Gast-Bassist zu hören, da die Band noch keine vollständige Besetzung verzeichnen konnte. Zu dieser Zeit spielte die Band auch mit dem Gedanken, drei Gitarristen zu verwenden, den sie aber später wieder verwarf. Danach hielt die Band diverse Touren mit verschiedenen Bands ab.
Im Januar 2016 begab sich die Gruppe mit dem Produzenten Pete DeBoer in die World Famous Studios in Denver, um ihr Debütablum Starspawn aufzunehmen. Das Album erschien am 18. August 2016 bei Dark Descent Records.
2017 trat die Gruppe auf dem Braincrusher Festival auf. Der Auftritt war Teil einer Tournee mit Cruciamentum. 2018 war die Gruppe unter anderem auf dem Party.San zu sehen.

## Stil
Spitzl von voicesfromthedarkside.de gab in seiner Rezension zu Interdimensional Extinction an, dass hierauf solider Death Metal mit ein paar netten Ideen zu hören ist, der jedoch zu keinem Moment überraschen könne. Es gebe eine tiefe Atmosphäre, dissonante Melodien, ein donnerndes Schlagzeug und gutturalen Gesang. Das Songwriting bewege sich zwischen uninspiriert und unsicher. Auch mache man gelegentlich von Elementen aus Progressive- und Doom-Metal sowie von Breaks und Samples Gebrauch. Positiv wurde die technische Spielfähigkeit der Musik hervorgehoben.
Im Interview mit Dutch Pearce von decibelmagazine.com gab Paul Riedl an, dass die Band für ihr Debütalbum auf Dinge wie Trigger, Click Tracks oder Quantisierung verzichtet hat und die einzigen digitalen Artefakte aus der Postproduktion noch zu hören seien. Die einzigen Overdubs seien Gesangspassagen, etwas Synthesizer und Soli. Riedl führte zudem aus, dass er meistens das Grundgerüst für die Lieder schreibt, das dann zusammen mit den anderen Mitgliedern ausgearbeitet werde.
Jon Rosenthal von invisibleoranges.com schrieb, dass die Band ihre Musik auf klassischen Death Metal aufbaut und diesen durch modernere Elemente anreichere, wodurch die Musik einzigartig klinge. Auf Starspawn könne man Gemeinsamkeiten zu Timeghoul, Gorguts und Morbid Angel heraushören, wobei man jedoch auch die Progressivität von Deaths Leprosy und der Wildheit des Mithras-Albums Forever Advancing...... Legions mit eingearbeitet habe. Die Gruppe gehe den Death Metal aus einer psychedelischen Perspektive an.
Elpida Baphomet von metalinvader.net schrieb, dass Starspawn aus greifbaren Liedstrukturen und intensiver Atmosphäre besteht. In den Songs verarbeite die Gruppe lebhafte Riffs und ein energiegeladenes Schlagzeugspiel. Man könne dem Album anhören, dass es viel Arbeit gekostet habe, da es sehr detailverliebt sei. Da die Musik teils sehr komplex sei, versuche es die Gruppe mit klassischen Standard-Riffs auszugleichen. Insgesamt vermische die Gruppe klassischen Death Metal mit Elementen aus dem Death Doom, Technical Death Metal, Melodic Death Metal und Ambient.
Sebastian Schilling vom Rock Hard bezeichnete die Songs des Debütalbums als überlang und recht unstrukturiert. Außerdem würden sie „nicht selten wie in sich gekehrtes Jammen wirken“, wobei das Album einen warmen und analogen Klang habe. Gelegentlich verfalle man auch in Shoegazing, sodass man fast vergesse, dass man ein Death-Metal-Album höre. Das Growling wirke jedoch nie deplatziert, da „die ausufernden Soundlandschaften wieder auf kernige Riffs“ reduziert würden, wodurch der Musik ein Rahmen geschaffen werde. In einer späteren Ausgabe bezeichnete Schilling die Musik der Gruppe als „erdigen und gleichzeitig spacigen Morbid-Angel-meets-Timeghoul-Death-Metal“. Im Interview mit ihm gab Paul Riedl an, dass die Texte der Band von Außerirdischen handeln und wie sie die menschliche Geschichte beeinflusst hätten.

## Diskografie

### Alben
- 2016: Starspawn (Dark Descent Records)
- 2019: Hidden History of the Human Race (Century Media)
- 2022: Timewave Zero (Century Media)
- 2024: Absolute Elsewhere (Century Media)

### Sonstige
- 2013: Blood Incantation (Demo, Woodsmoke Records)
- 2013: Demo II (Demo, Woodsmoke Records)
- 2014: Astral Spells (Demo, Woodsmoke Records)
- 2015: Interdimensional Extinction (EP, Dark Descent Records)
- 2015: Spectral Voice / Blood Incantation (Split mit Spectral Voice, Bleak Environment)

## Musikpreise
Preis der deutschen Schallplattenkritik
| Jahr | Kategorie      | für                | Resultat |
| ---- | -------------- | ------------------ | -------- |
| 2025 | Hard und Heavy | Absolute Elsewhere | Gewonnen |